# 잔니 리베라
조반니 "잔니" 리베라(이탈리아어: Giovanni "Gianni" Rivera, 1943년 8월 18일, 피에몬테 주 알레산드리아 ~)는 이탈리아의 정치인이자 전 축구 선수로, 현역 시절에 미드필더로 활약했다. 그는 축구 선수로 활동하던 시절 주로 공격형 미드필더로 기용되었다.
대중 매체에서 이탈리아의 금빛 소년(ragazzo d'oro)으로 수식되는 그는 현역 시절 대부분을 이탈리아 거함 밀란에서 보냈고, 신고식은 1959년에 고향 알레산드리아에서 치렀다. 1960년에 밀란에 합류한 리베라는 국내와 유럽 무대에서 모두 큰 성공을 거두며 3번의 세리에 A 우승과 2번의 유러피언컵 우승을 비롯해 여러 대회를 제패했고, 12년 동안 구단의 주장을 역임했다.
리베라는 국가대항전에서 이탈리아를 대표로 1962년부터 1974년까지 60경기를 출전해 14골을 기록했고, 4번의 월드컵(1962년, 1966년, 1970년, 그리고 1974년)에 참가했다. 리베라는 4-3으로 이긴 서독과의 1970년 월드컵 준결승 세기의 경기에서 승부처에 득점을 기록해 결승행을 견인했지만, 브라질에 1-4로 패하면서 준우승에 머물렀다. 리베라는 1968년에 이탈리아 안방에서 열린 유럽 선수권 대회의 우승 주역이었고, 로마에서 열린 1960년 하계 올림픽에도 이탈리아를 대표로 참가해 4위의 성적을 거두었다.
리베라는 우아하고, 효율적이며, 창의적인 공격적 플레이메이커로도, 골 냄새를 잘 맡았고, 시야도 넓었고, 기술적으로 출중해, 축구 지능, 지도자 역량, 올곧음, 그리고 품위로 높은 평가를 받았다. 그는 정확한 공넘김과, 공을 돕는데 최적화된 경기 방식으로 공넘김이 가장 유능한 선수로 평가되며, 역대급 재능을 소유한 최고의 공격형 플레이메이커로도 회자된다. 당대 최고의 선수로 꼽히며, 이탈리아 축구 역대 최고로 손꼽히는 선수이기도 하며, 혹자는 이탈리아의 역대 최고의 선수로 꼽히는, 1969년에는 발롱도르를 거머쥐었고, 국제축구역사통계연맹(IFFHS)는 그를 20세기 세계 최고의 선수 득표율 19위를 기록했다. 2015년, 그는 이탈리아 선수로는 최초로 이탈리아 스포츠 명예의 거리에 헌액된 최초의 선수로, 타 종목의 99명과 함께 이름이 올랐다. 2004년, 펠레는 리베라를 살아있는 최고의 선수 목록인 FIFA 100에 올렸고, 유럽 축구 연맹 50주년 여론 조사에는 그의 이름이 35위에 올랐다.
1979년에 현역에서 은퇴한 리베라는 밀란의 부회장을 역임하다가 1987년에 정치에 입문했다. 2013년, 이탈리아 축구 연맹(FIGC)는 그를 로베르토 바조와 아리고 사키와 함께 이탈리아 국가대표팀의 유소년 교육 회장으로 임명해 체사레 프란델리 감독을 도왔다.

## 유년 시절
리베라는 피에몬테 주 알레산드리아 출신으로 에데라와 테레시오 부부 사이에서 났다. 그의 부친은 철도 노동자였다. 잔니는 지역 돈 보스코에서 축구를 시작해 전 밀란 미드필더이자 당시 알레산드리아의 수석 코치였던 프란코 페드로니의 눈에 띄었고, 13세였던 리베라의 세리에 A 구단 합류를 설득했다.

## 클럽 경력

### 알레산드리아, 밀란 초년, 첫방패(1959–1962)
"그는 발놀림을 눈여겨볼만한 우아한 신예 선수입니다."

현역 시절 이탈리아 축구계에서 신학생(l'Abatino), 금빛 소년(ragazzo d'oro)으로 수식된, 리베라는 고향의 유소년부를 졸업했다. 그는 1958년에 알레산드리아 소속으로 1959년 6월 2일에 열린 인테르나치오날레와의 세리에 A 경기에서 불과 15세 9개월 15일의 나이로 신고식을 치렀고, 경기는 1-1 무승부로 끝났다. 그 해 말, 그는 2-2로 비긴 삼프도리아와의 10월 25일 안방 경기에서 첫 세리에 A 득점을 기록했다. 그는 아메데오 아마데이와 피에트로 펠레그리에 이어 세리에 A 이탈리아 축구 역사상 최연소 신고식 선수 3위에 올랐고, 아마데이에 이어 세리에 A 역대 최연소 득점 2위이기도 했다. 1년 후, 그는 밀란에 공동 소유 계약으로 입단했고, 플레이메이커를 맡은 구단 주장 후안 스키아피노의 대체자로 낙점받았다. 비록 구단 수뇌부는 리베라가 입단 시험에서 신체 조건이 작았던 것에 반신반의했지만, 스키아피노는 그가 재능 있는 청년이니 계약해야 한다고 뜻을 굽히지 않았고, 이후 이 신예에 불과했던 공격형 미드필더의 스승이 되었다. 리베라는 밀란 1년차 알레산드리아로 1년 임대로 복귀해 지냈다; 본 시즌에, 그는 1-1로 비긴 1960년 2월 7일 경기에서 득점을 넣었고, 도합하여 총 26번의 경기에 출전해 6골을 득점했고, 작은 신사(Il Signorino)라는 별칭이 붙었다. 알레산드리아의 강등에도 불구하고, 리베라는 시즌 내내 맹활약으로 밀란에 강한 인상을 심어주었고, 이후 밀란은 알레산드리아에 65M ITL을 추가 지불해 당시 가치로 총 130M의 이적료를 사용한 것이 되었다. 밀란에서 알레산드리아로 보낸 전출금은 잔카를로 밀리아바카의 매각과 세르조 베티니의 임대 이적과 맞물렸다. 리베라의 마지막 알레산드리아 경기는 1960년 6월 19일에 0-2로 패한 라 쇼-드-퐁과의 첫 코파 델레 알피 경기였다.

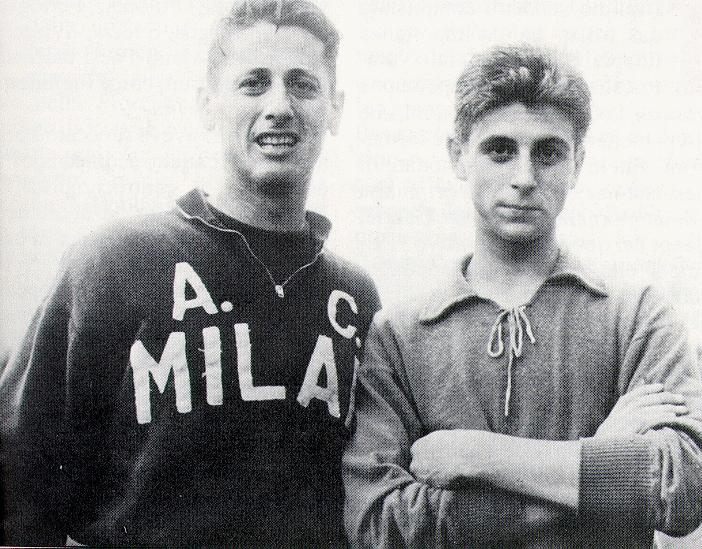
후안 스키아피노와 리베라.

1960년 9월 18일, 리베라는 5-3으로 이긴 친정 알레산드리아와의 코파 이탈리아 경기는 주세페 비아니의 지휘 하에 밀란 첫 경기를 치렀다. 리베라의 밀란 첫 리그 경기는 3-0으로 이긴 9월 25일 카타니아와의 안방 경기로, 5-1로 이긴 볼로냐와의 1960년 10월 9일 경기에도 활약했다. 그는 11월 6일에 4-3으로 이긴 유벤투스와의 원정 경기에서 17세의 나이로 밀란 1호골을 기록해 승부를 결정지었다. 리베라는 밀란 1년차 체사레 말디니, 조반니 트라파토니, 디노 사니, 파비오 쿠디치니, 그리고 조제 알타피니와 같은 쟁쟁한 선수들과 동행했고, 선발진으로 도약해 등번호 10번의 주인공이 되었는데, 밀란은 이 시즌을 리그 2위로 마무리했다. 처음에 네레오 로코 신임 감독 하에 1961-62 시즌 초 출전 시간을 더 얻기 위해 고전했고, 비첸차와 유벤투스의 제의도 받았지만, 리베라는 다시 선발진에 복귀했고, 밀란에서의 첫 방패(scudetto) 획득의 승부처가 되어 리그에서 19골을 기록했다. 1962년 4월 8일, 토리노와의 리그 우승 향방이 가려지는 최종전에서 리베라의 득점에 4-2로 이겼고, 2경기를 남겨놓은 밀란은 우승을 확정지었다. 리베라는 현역 시절 내내 전설적인 감독이자 빗장 전법의 창시자와 중요한 관계로 동행했다. 로코 감독의 임기에 그는 성공의 핵심이었는데, 근면하고, 승부욕이 넘치는 선수단을 리베라를 중심으로 편성해 미드필더가 창의적인 경기 전개로 보완토록 했다. 시즌 내내 맹활약을 펼친 후인 1962년 5월 13일, 리베라는 불과 18세의 나이로 첫 이탈리아 국가대표팀 경기를 치렀고, 칠레에서 열린 같은 해 월드컵도 참가했다. 리베라는 젊은 나이에도 노련한 선수처럼 활약하였고, 이후 밀란에서 19년 중 12년동안 주장을 맡아 지도자적 역량은 물론 공격을 전개하는 역할로 널리 알려졌는데, 그는 1966년에 23세의 나이로 완장을 받았다.

### 국제무대 제패 (1962–1970)

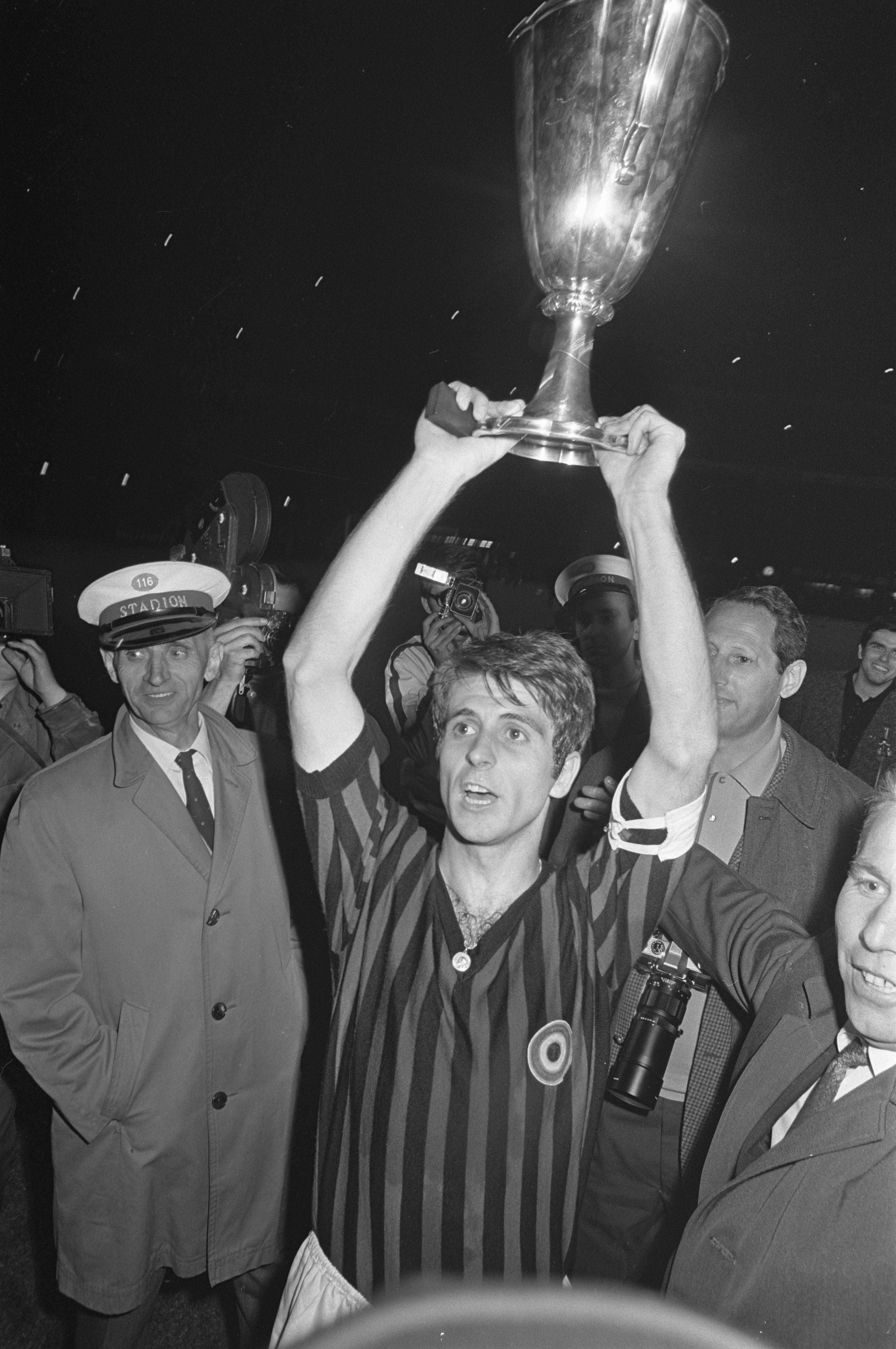
1968년, 유러피언 컵위너스컵을 들어올리는 리베라.

리베라는 1962년에 네레오 로코의 밀란 사단 일원으로 방패(scudetto)를 손에 넣고 1962-63 시즌 유러피언컵에 진출했고, 그 해 발롱도르 6위에 올랐다. 이듬해 세리에 A 우승을 놓쳤지만, 리베라는 20세의 나이로 1963년 구단의 사상 첫 유러피언컵 우승에도 일조했는데, 밀란은 결승전에서 벤피카를 2-1로 꺾고 우승했다. 리베라는 결승전에서 맹활약을 하며 조제 알타피니의 2골을 도왔다. 그는 이번 시즌에도 두 자리수 득점을 올리는데 성공했는데, 모든 대회를 통틀어 11골을 득점했고, 밀란과 국가대표팀 경기를 도합해 40번 출전했다. 그러나, 밀란은 산투스와의 인터콘티넨털컵에서 합계 6-6으로 동률을 이루었지만, 플레이오프전에서 패해 준우승을 거두었다. 리베라는 이 시즌에도 맹활약을 해 발롱도르에서 소련의 골키퍼 레프 야신에 이어 명망 높은 발롱도르의 2위에 올랐다. 네레오 로코 감독이 토리노로 떠나면서, 밀란은 이어지는 몇 년 동안 성공을 재현하는데 어려움이 있었는데, 1965년에는 연고지 경쟁 구단 인테르나치오날레에게 우승을 내주었다. 밀란은 이 시기에 전체적으로 기량이 하락했지만, 리베라만은 꾸준했고, 1964년, 1965년, 그리고 1967년 발롱도르 투표에서 차례로 9위, 7위, 그리고 16위에 올랐고, 1966-67 시즌에 밀란의 코파 이탈리아 우승에 일조했고, 이 시즌에 7골을 득점해 컵대회 득점왕에 올랐다.

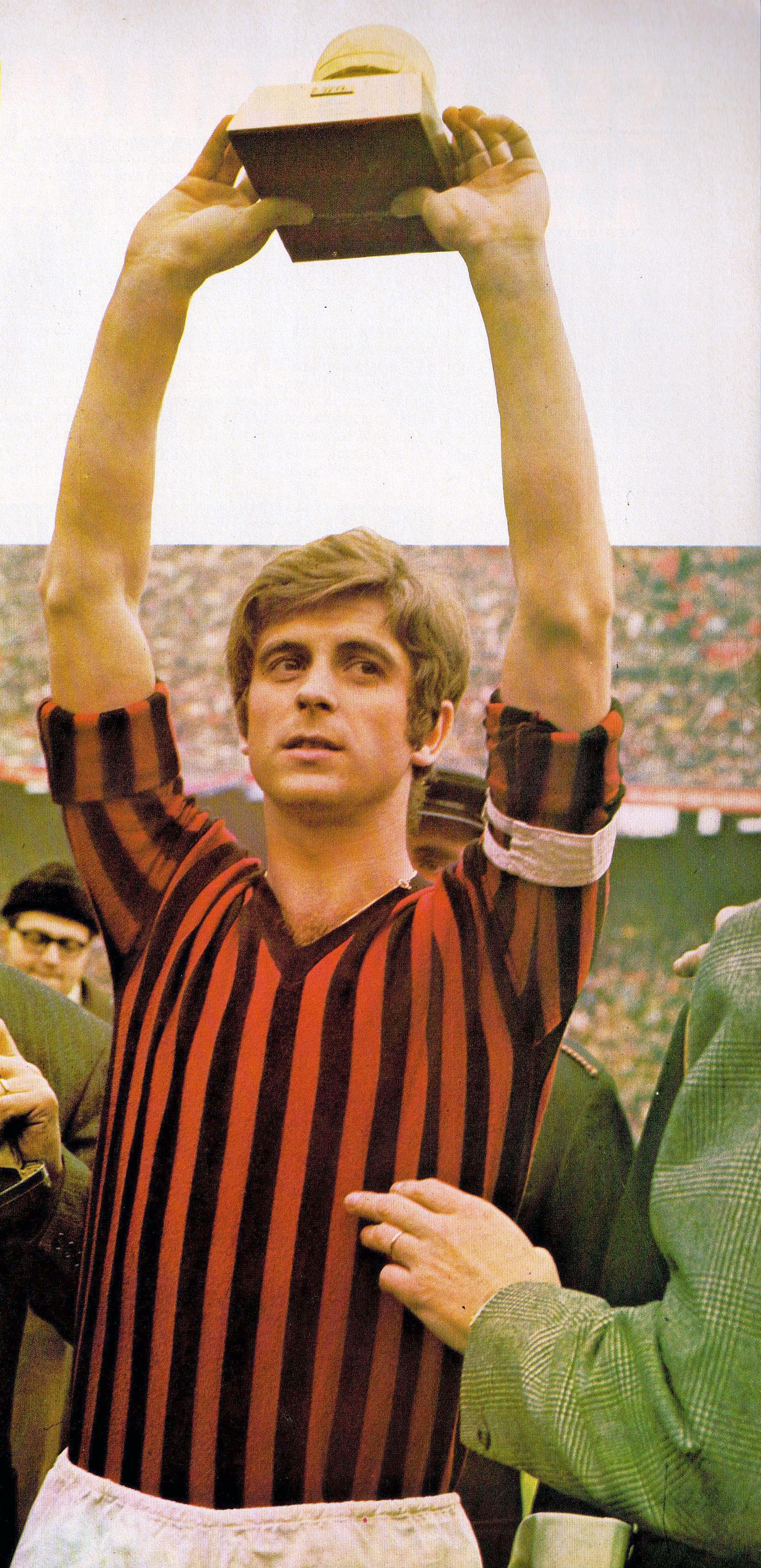
1969년, 발롱도르를 들어올리는 리베라

1967-68 시즌, 네레오 로코가 밀란에 복귀했고, 선수단을 리베라 중심으로 개편했다. 그 결과, 밀란은 2관왕으로 시즌을 마쳤는데, 방패(scudetto)를 탈환했고, 유러피언 컵위너스컵 결승전에서는 함부르크를 2-0으로 이기고 우승했다. 리베라는 리그 우승을 거둔 이 시즌의 세리에 A에서 11골을 기록했고, 준우승을 거둔 나폴리와의 승점차는 9점이었다. 그는 같은 해 여름 이탈리아 안방에서 열린 유로 1968에도 참가해 잔니 브레라로부터 제2차 세계 대전 종전 후 역대 최고의 선수라는 찬사를 받는 활약을 펼쳤다. 그는 이 시즌에 맹활약을 펼치고도 발롱도르의 주인이 되지 못했고, 이 시즌의 발롱도르는 유러피언컵을 우승한 조지 베스트에게 돌아갔고, 리베라는 이 시즌 최종 순위에서 9위에 머물렀다. 이듬해 리베라와 밀란은 유러피언컵을 당당히 우승했는데, 결승전에서 요한 크라위프의 아약스를 이겼는데, 이 과정에서 리베라는 가장 위대하고, 압도적이며, 통달한 활약을 펼쳤다. 등번호 10번의 역할을 맡은 리베라는 주장을 맡아 마드리드의 산티아고 베르나베우에서 열린 결승전에서 피에리노 프라티의 해트트릭을 완성시키기 위해 2골을 도왔고, 4-1 대승에 일조하였다. 그 해 유러피언컵을 우승한 후, 리베라는 인터콘티넨털컵에서 에스투디안테스와 힘겨운 경기를 펼쳐 2차전에서 1-2로 패했지만, 1차전에서의 3-0 승리에 힘입어 우승했다. 두 대회를 모두 제패하면서, 리베라는 마침내 1969년에 발롱도르를 품어, 이탈리아 출신 선수로는 최초로, 오마르 시보리에 이어 발롱도르를 거머쥔 2번째 이탈리아 선수가 되었다.

### 밀란 말년 (1970–1979)
리베라는 1970년대에도 밀란에서 인상적인 활약을 펼치며 1973년과 1974년에 연달아 유러피언 컵위너스컵 결승전에 올랐다. 1973년 결승전은 리즈 유나이티드를 상대로 1-0 신승을 거두었지만, 이듬해 결승전은 마그데부르크에 0-2로 패하였다. 리베라의 밀란은 1973년 유러피언 슈퍼컵 경기에서도 아약스에 굴욕적인 대패도 당했다. 1970년대 초, 리베라는 1972년과 1973년 적흑 군단(Rossoneri)의 코파 이탈리아 2연패에도 일조했다. 그가 1970년대에 코파 이탈리아에서 펼친 최고의 시즌은 1970-71 시즌 밀란이 준우승이 거두었을 때인데, 리베라는 이 시즌에 7골을 기록해 대회 득점왕에 이름을 올렸다. 그는 개인 활약상으로 1972년 발롱도르에서 18위에 올랐고, 1973년 발롱도르에서는 8위에 올랐다. 같은 시기에 리베라가 고군분투하고도, 밀란은 세리에 A에서 우승에 목말랐다. 1970-71 시즌, 1971-72 시즌, 그리고 1972-73 시즌에 밀란은 3년 연속 준우승을 거두었고, 1971-72 시즌에는 UEFA컵에서 준결승전까지 올라갔다. 리베라는 1971-72 시즌에 많은 리그 경기를 결장했는데, 그는 칼리아리와의 경기에서 미켈로티 주심에게 받은 불이익에 항의하다 기록적인 9경기 출장 정지 징계를 받았다. 리베라는 그로 인해 밀란의 경쟁 구단인 인테르나치오날레와 유벤투스를 비호한다고 이탈리아 심판진에 불복하여 3개월 동안 출전하지 못했다. 공교롭게도 후자의 구단은 그 시즌 세리에 A 우승을 거두었다. 리베라는 1972-73 시즌에 28경기에서 17골을 기록해 파올로 풀리치와 주세페 사볼디와 함께 세리에 A 득점왕에 등극했고, 모든 대회를 통틀어 20골을 넣어 개인 시즌 최다 득점을 올렸는데, 이 시즌에 밀란 코파 이탈리아와 유러피언 컵위너스컵을 들어올리고, 리그에서는 엘라스 베로나와의 최종전에서 수치스러운 패배를 당하며 유벤투스에 간발의 차이로 세리에 A 우승을 헌납했다.

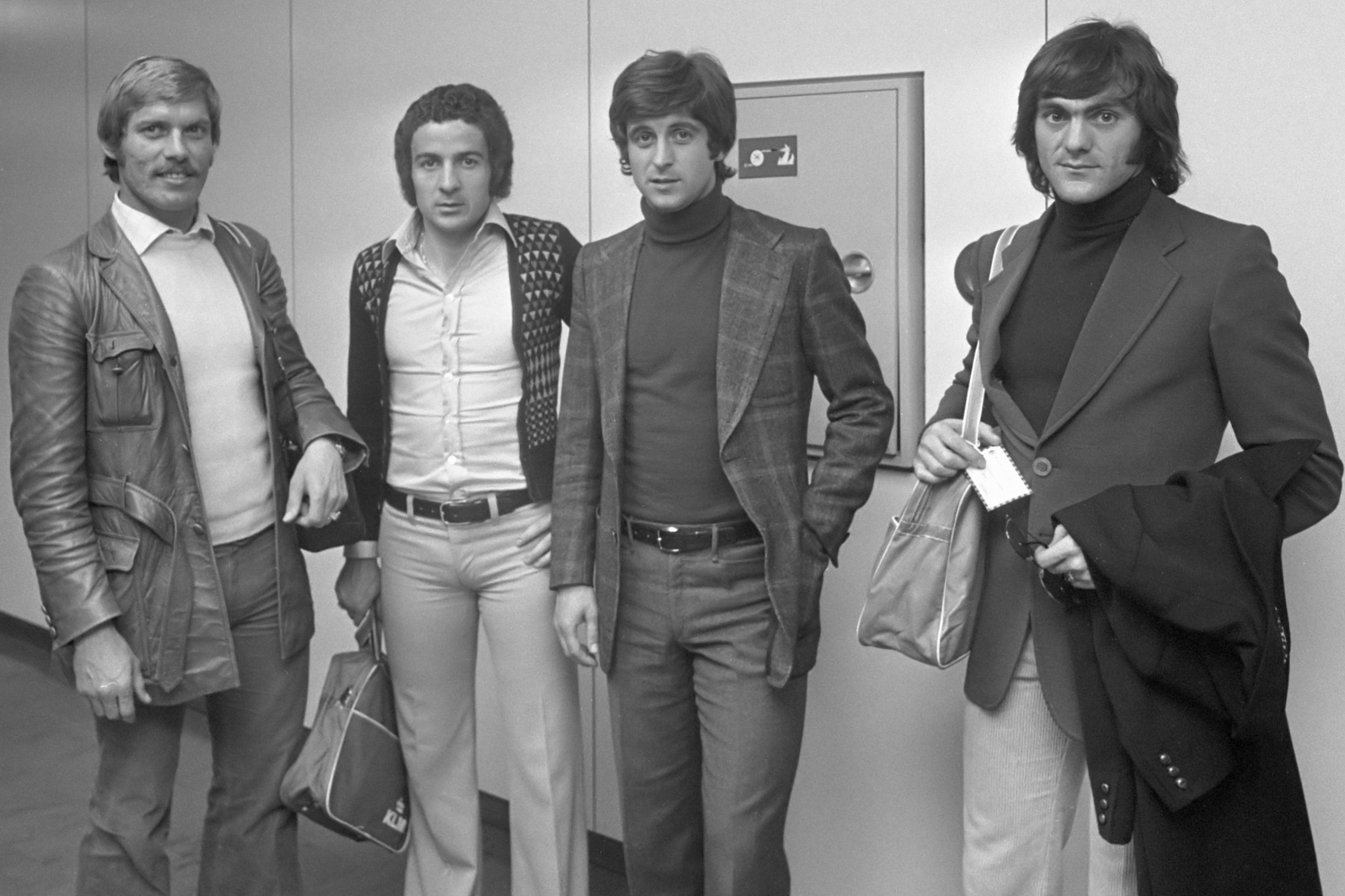
1974년 5월, 스히폴 공항에서 촬영된 로메오 베네티, 루차노 키아루지, 잔니 리베라, 그리고 주세페 사바디니.

1973년에 로코가 다시 떠나면서, 구단 수뇌부는 리베라에게 밀란을 떠날 것을 권유했지만, 결국 의리를 지켜 구단에 남았다. 이 시기에 밀란은 1974-75 시즌 코파 이탈리아 결승전에 올랐고, 1976-77 시즌에는 이 대회를 한 번 더 우승했다. 리베라는 현역 마지막 시즌에 35세의 나이로 닐스 리드홀름 감독의 지휘 하에 마지막 방패(scudetto)를 손에 넣었다. 리베라는 나이가 들어 신체적 기량이 하락했지만, 1979년에도 13경기에 출전해 1골을 넣고 밀란의 구단 통산 10번째 우승에 일조하여 악마 군단(Il Diavolo)의 유니폼에 금별을 달 수 있게 했다. 그의 현역 시절 마지막 경기는 1-1로 비긴 1979년 5월 13일 라치오와의 원정 경기였다. 그는 같은 해 6월 10일에 현역 은퇴를 선언했다. 리베라의 현역 시절을 되짚어 보면, 밀란 소속으로 501번의 세리에 A 경기에 출전해 122골을 기록했고, 모든 대회를 통틀어서는 20년 동안 527번의 세리에 A 경기에 출전해 164골을 기록했다. 527번의 세리에 A 경기에 출전해 128골을 넣은 리베라는 세리에 A 역사상 최다 출전 11위를 기록했으며, 미드필더로서는 리그 역사상 최다 득점 선수이다. 현역 시절, 리베라는 684번의 경기에서 170골을 기록했다.

## 국가대표팀 경력

### 초창기
리베라는 1962년부터 1974년까지 이탈리아 국가대표팀에서 활약했다. 리베라는 1960년 3월 9일, 올림픽을 앞두고 치른 스위스와의 경기에서 자코모 불가렐리와 나란히 2골씩 득점해 4-1 승리에 일조하기도 했다. 로마에서 열린 하계 올림픽에서, 리베라는 17세의 나이로 대회에 참가해 4-1로 이긴 타이완과의 경기로 산뜻하게 시작했고, 불가렐리와 중원을 맡아 비아니 감독의 지도 하에 4위의 성적을 거두었고, 자신은 5번의 경기에서 3골을 기록했다.
1962년 5월 13일, 18세였던 리베라는 3-1로 이긴 벨기에와의 원정 경기에서 이탈리아 성인 국가대표팀 신고식을 치렀다. 그는 칠레에서 열린 1962년 월드컵에서 이탈리아 선수단 일원으로 참가했고, 5월 31일에 0-0으로 비긴 서독과의 경기에 출전했다. 그러나, 이 경기는 그가 출전한 이 대회의 유일한 경기로, 이탈리아는 논란의 조별 리그 탈락을 당했다. 리베라는 창의적이며 기술적인 공격 자원이었지만, 이탈리아의 유명 스포츠 기자 잔니 브레라는 이 신예 선수의 졸전에 비판적인 입장이었고, 주력, 신체 조건, 수비 효율에서 부진한 모습을 보였기에 신예 수도원(l'Abatino)으로 지칭했고, 그를 대신해 안젤로 소르마니를 배치했어야 했다고 덧붙였다. 그 해 말, 그는 12월 2일에 4번째 국가대표팀 경기를 치러 19세 206일의 나이로 6-0으로 이긴 튀르키예와의 1964년 유러피언 네이션스컵 예선전 첫 경기에서 첫 골을 기록해 브루노 니콜레에 이어 당시 2번째로 최연소 국가대표팀 득점자에 이름을 올렸다. 그는 같은 경기에서 2호골도 기록해 이탈리아 국가대표팀 공식 경기 역대 최연소 2골 득점자에도 이름을 남겼다.
리베라는 잉글랜드에서 열린 1966년 월드컵에도 이탈리아 선수단에 승선했다. 리베라는 수비적인 에드몬도 파브리의 전술에 비판적인 입장이었는데, 이탈리아는 조별 리그 최종전에서 북한에게 충격패를 당하면서 이번 대회에서도 조별 리그를 넘기지 못했다. 조기 탈락에도 불구하고, 브레라는 리베라만이 이탈리아 선수단에서 이 대회에서 그나마 제 역할을 했다고 평했다. 이 대회에서, 리베라는 쟁기 성능을 실험하는 여인의 후원에 초대된 것으로 알려졌다. 이탈리아 국가대표팀에서 실망스러운 활약을 한 리베라는 위대한 인테르(Grande Inter)를 이끌던 엘레니오 에레라 감독의 임기에 자기가 주로 기용하던 선수를 중용하면서 국가대표팀에서 밀려났다. 이 시기는 브레라가 리베라의 이탈리아 국가대표팀 복귀가 필요하다고 역설한 유일한 시기였다. 페루초 발카레지 감독의 임기에, 리베라는 안방에서 열린 유로 1968에서 우승할 당시 이탈리아 선수단에 포함되어 있었다. 그러나, 리베라는 이 대회 우승한 선수단의 일원으로 메달을 챙겼지만, 0-0으로 비긴 후 동전 던지기로 이긴 소련과의 준결승전에서 부상을 당해 유고슬라비아와의 결승전에 결장했다. 비록 근육 부상을 당했지만, 리베라는 준결승전에서 맹활약하는 투혼을 보였다.

### 1970년 월드컵

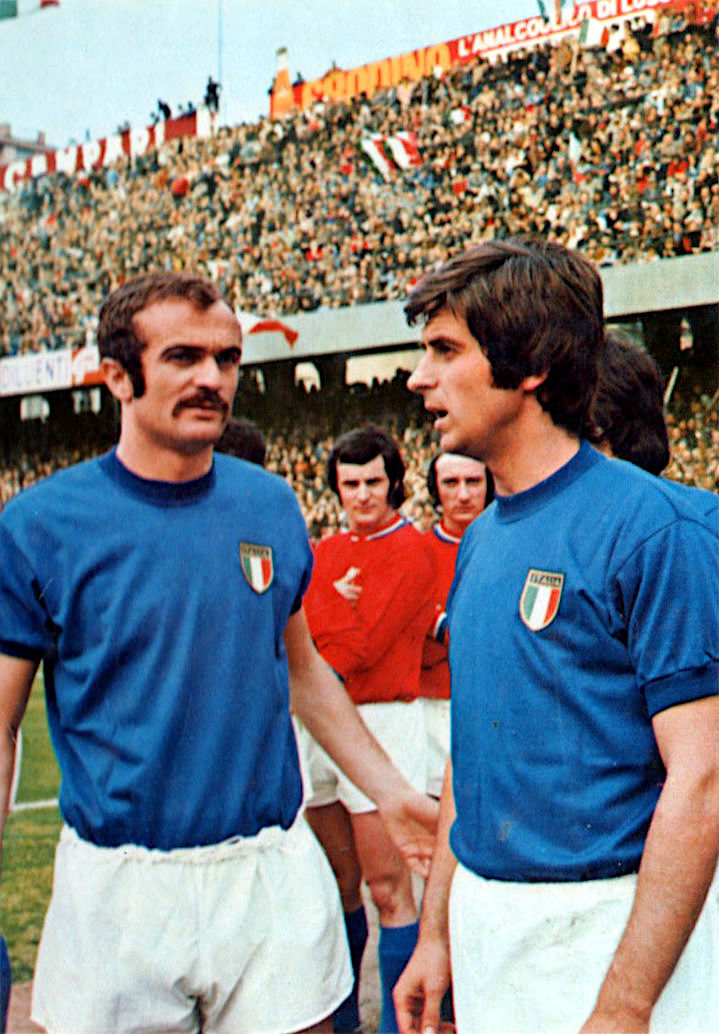
이탈리아 국가대표팀에서 뛰는 산드로 마촐라와 리베라. 페루초 발카레지 감독은 악명 높은 릴레이(staffetta) 전법으로 1970년 월드컵에서 한 선수씩만 출전시켰다.

리베라는 멕시코에서 열린 1970년 월드컵에서도 푸른 군단(Squadra Azzurra) 일원으로 참가했다. 그는 당시 전성기를 맞이했기에, 대회 내내 많은 기대를 받았다. 부진하게 대회를 시작한 이탈리아는 결선 토너먼트에서 리베라가 살아나면서 이 거성 선수를 중심으로 선전해 나가 결승전까지 진출했는데, 펠레가 버티는 브라질과의 결승전에서만 1-4로 패해 준우승에 머물렀다. 대회를 앞두고, 이탈리아 국가대표팀은 피에트로 아나스타시가 막판 부상으로 대회에 참가하지 못하고 낙마하면서 큰 난관에 봉착했다. 그를 대신해 로베르토 보닌세냐와 피에리노 프라티가 국가대표팀에 차출되었고, 밀란 중원에서 함께 발을 맞춘 조반니 로데티가 리베라와 발을 맞추어 수비적 살림꾼을 맡았지만, 명단에서 제외되었다. 그 결과, 리베라는 이탈리아 국가대표팀의 고문을 맡은 발테르 만델리가 언론플레이로 그를 악마화하며, 선수단에서 자신을 제외시키길 원한다고 비난하면서 논란의 도마 위에 올라 국가대표팀에서의 입지가 더욱 약해졌다. 엎친데 덮친 격으로, 1970년 월드컵 본선에서 이탈리아를 이끈 페루초 발카레지 감독은 리베라와 우측 플레이메이커 산드로 마촐라가 유사한 역할을 맡는 경쟁 구단 소속 선수들이기에 동시에 출전해 공존할 수 없다고 판단했다. 비록, 리베라가 유럽 올해의 선수 신분이었기에 당시 더 많은 유명세를 탄 선수였지만, 발카레지는 주력, 체력, 보다 나은 효율성, 그리고 체격적으로 강인함, 그리고 운동신경이 더 뛰어나다는 사유로 마촐라를 선발하기로 결정했고, 그 결과 마촐라가 더 많은 기회를 잡고, 리베라는 조별 리그 처음 2번의 경기를 결장했는데, 그의 결장은 "소화 불량"이 이유였다고 둘러댔다. 그는 0-0으로 비긴 이스라엘과의 6월 11일 조별 리그 최종전에서 안젤로 도멘기니와 교체되어 들어가 처음으로 1970년 대회 본선 무대를 밟았다. 리베라는 적은 출전 시간을 이유로 기술진과 언쟁을 자주 벌여 출전 시간이 적었고, 그의 스승인 로코가 개입해서 선수단에서 퇴출되는 일을 간신히 막을 수 있었다.
그러나, 결선 토너먼트에 들기 전까지 이탈리아의 공격진은 번뜩임이 부족했다. 비록 리베라는 출전했을 때 덜 뛰고, 체격적이나, 전술적 범용성, 공 없이 활약하는 정도가 마촐라보다 떨어졌기에, 이탈리아는 리베라가 출전했을 때 덜 치밀하고 수비적으로 허술했지만, 그는 중원에서 공을 점유해, 공넘김으로 경기의 완급을 조절했고, 정확하게 공을 배급하거나 공격수에게 더 많은 득점 기회를 창출했다. 마촐라가 결선 토너먼트를 앞두고 급성 위장염으로 쓰러지고, 기량을 회복하는데 어려움이 있어 발카레지 감독은 토너먼트전을 치르기 전 두 선수를 모두 출전시킬 논란의 묘수를 꺼내들었고, 보다 빠르고 근면한 마촐라가 전반전을 맡았고, 상대의 체력이 떨어져 경기의 속도가 감소하기 시작하는 후반전에는 리베라가 투입되어 공격시 선수단을 전두지휘하여 득점 기회를 창출했다. 이 전법은 훗날 릴레이(staffetta)로 회자되었다. 이 전법 덕에, 리베라는 6월 14일에 열린 개최국 멕시코와의 8강전에서 이탈리아의 무난한 4-1 승리에 일조할 수 있었는데, 자신의 1골을 기록하고 루이지 리바의 2골을 모두 도왔고, 이후에도 칼리아리 소속 스트라이커와 대회 토너먼트전 내내 위협적인 공격진을 맡았다.

"저는 저 말고 공을 잡아 모두를 제치고 득점할 사람이 없다고 혼잣말을 했습니다."

6월 17일, 리베라는 아스테카에서 벌어진 서독과의 준결승전에서 월드컵 역사상 가장 흥미로운 경기로, 세기의 경기로 회자되는 경기에서 큰 공을 세웠다. 정규 시간에 1-1로 비긴 후, 리베라가 길게 배급한 공은 타르치시오 부르니치와 루이지 리바의 골로 이어졌지만, 자신의 실책으로 서독에게 재동점 기회를 헌납했다. 독일의 프리킥을 막은 후, 리베라는 골대 옆에서 잠깐 물러나 골문을 노출시켰고, 게르트 뮐러가 자신의 경기 2번째 골을 기록해 110분에 승부를 3-3 원점으로 돌렸고, 뒤이어 이탈리아의 다혈질적인 골키퍼 엔리코 알베르토시는 리베라의 실책을 책망했다. 그러나, 1분 후, 리베라는 이어지는 공격 재개 과정에서 공격을 전개했고, 스스로 전진하여 문전에서 견제받지 않는 와중에 로베르토 보닌세냐가 낮게 배급한 공을 접수해 경기에서 처음으로 골망을 겨냥하였고, 제프 마이어 서독 골키퍼가 뛰어든 반대 방향으로 결승골을 마무리해 결자해지했으며, 결과는 4-3 이탈리아의 승리였다.

"저는 리베라가 털고 일어날 것이라 걱정했고, 리베라가 버티는 이탈리아가 보다 위협적일 것이라 생각했습니다."

그러나, 리베라는 국가대표팀 경기에서 2번 연속으로 수훈갑의 활약을 세웠지만, 발카레지는 브라질과의 결승전에서 단 6분을 남겨놓고 리베라를 출전시켰는데, 리베라는 1-3으로 밀리는 와중에 보닌세냐와 교체되어 출전했다. 비록 이탈리아의 두 거성 리베라와 마촐라가 동시에 출전했지만, 승부를 만회하기에는 역부족이었고, 브라질에 1-4로 패해 준우승에 머물렀다. 발카레지는 리베라를 선발로 출전시키거나 1-1로 비기고 있는 후반전 시작과 함께 교체로 투입하지 않은 것에 대해 주전 선수 대부분이 결승전을 앞두고 체력이 떨어져 누구를 교체해야 할지에 대해 고민이 깊어, 리베라를 투입하는데 훨씬 늦었다고 자신의 결정을 해명했다. 발카레지 감독의 이탈리아 선수단은 준우승의 성과를 거두고도 귀국길에 "릴레이" 전법으로 리베라의 짧은 출전 시간과 결승전 대패를 주 이유로 대중과 언론의 비난의 포화에 시달렸다. 그러나, 이 와중에도 리베라는 대회 내내 번뜩이는 활약을 펼쳐 큰 비판을 받지 않았다. 리베라는 이 해에 선보인 맹활약에 힘입어 1970년 발롱도르에서 10위에 이름을 올렸다.

### 말년
"리베라, 리베라, 리베라, 리베라."

리베라는 1974년 월드컵에도 등번호 10번을 달고 이탈리아 선수단에 합류했고, 이번에 측면을 맡은 마촐라와 같이 출전했다. 그는 아이티와의 조별 리그 1차전 경기에서 골문을 열었지만, 2차 조별 리그 출전권을 놓고 경합한 1차 조별 리그 최종전에 결장했고, 폴란드에 1-2로 패하면서 조기에 탈락했다. 1974년 월드컵에서 조기 탈락하면서 리베라는 푸른 유니폼을 반납했다. 그의 마지막 이탈리아 국가대표팀 경기는 1-1로 비긴 아르헨티나와의 6월 19일 2차 조별 리그 경기였다. 그는 모든 대회를 통틀어 이탈리아 국가대표팀의 경기에 60번 출전해 14골을 기록했다. 그는 제2차 세계 대전 이후로는 다니엘레 데 로시에 이어 이탈리아 국가대표팀의 미드필더 최다 득점 2위이며, 아돌포 발론치에리와 다니엘레 데 로시에 이어 통산 이탈리아 국가대표팀의 미드필더 최다 득점 3위이다. 리베라는 이탈리아 선수단 일원으로 4번의 월드컵에 참가해 총 9번의 경기에 출전했고, 3골을 넣었다. 그는 국가대표팀 경기에 주장 완장을 차고 4경기에 출전하기도 했다.

## 은퇴 후

### 밀란 부회장
은퇴 후, 리베라는 7년 동안 밀란의 부회장을 역임했다. 1986년, 실비오 베를루스코니가 구단을 인수하자, 그는 직위를 내려놓고 정치에 입문했다.

### 정치 경력
리베라는 1986년에 정치에 입문했고, 1987년에 기독교민주당원으로 1987년에 이탈리아 의원으로 당선되었다. 그는 1992년, 1994년에 센니조약당 소속으로 재당선되었고, 1996년에는 올리브나무당 소속으로 당선되었다. 그는 로마노 프로디 내각에서 국방부의 부국장직을 맡기도 하였으며, 유럽 의회의 무소속 의원으로 활동했다.

### FIGC 회장
2013년, 리베라는 이탈리아 축구 연맹(FIGC)의 기술부(settore tecnico) 회장으로 취임해 피렌체의 코베르차노 이탈리아 축구 연맹의 본부에서 훈련 및 기술진 자격 관리를 총괄했다.

## 선수 사항

### 경기 방식
"네, 그는 그리 많이 뛰진 않지만, 창의적이며 처음부터 끝까지 상황을 반전시키는 좋은 축구를 원한다면 리베라만이 자신의 번뜩임으로 모든 것을 발휘할 수 있습니다. 저는 과장할 생각은 없지만, 결국에는 축구일 뿐이니깐요, 그러나 리베라는 이 부문에서 모든 면으로 천재입니다."

리베라는 우아하고, 창의적이며, 기술적으로 축복받은, 효율적인 중원의 공격형 플레이메이커로 축구 지능과 품위 면에서 두각을 나타낸다. 리베라는 중원 어디에서든 활약할 수 있으며, 전방에서도 무난히 활약하지만, 후방 플레이메이커나 중원 혹은 공격형으로 중원]]을 맡거나(이탈리아에서는 "중원 측면"을 맡았다고도 본다), 공격수 바로 뒤에서 전형적인 10번 역할을 맡아 자율적으로 경기를 펼쳤다. 그는 초년에 후방 혹은 안쪽 공격수를 간혹 맡기도 했고, 중앙 공격수나 주 스트라이커를 알레산드리아 시절에 맡기도 했고, 양측 측면을 올림픽 대표팀에서 맡았는데, 이 경우에는 주로 우측에 배치되었다. 비록 수비적 역량으로는 작은 키에 호리호리한 체구로 체격 조건이나 운동능력은 물론 체력과 주력이 모두 떨어졌기에 두각을 나타내지 못했고, 오른발로 재능을 선보인 선수로, 시야, 전술적 지능, 그리고 능숙하나 효율적인 경기 방식으로 수비적으로 떨어지는 효율을 보완했다.

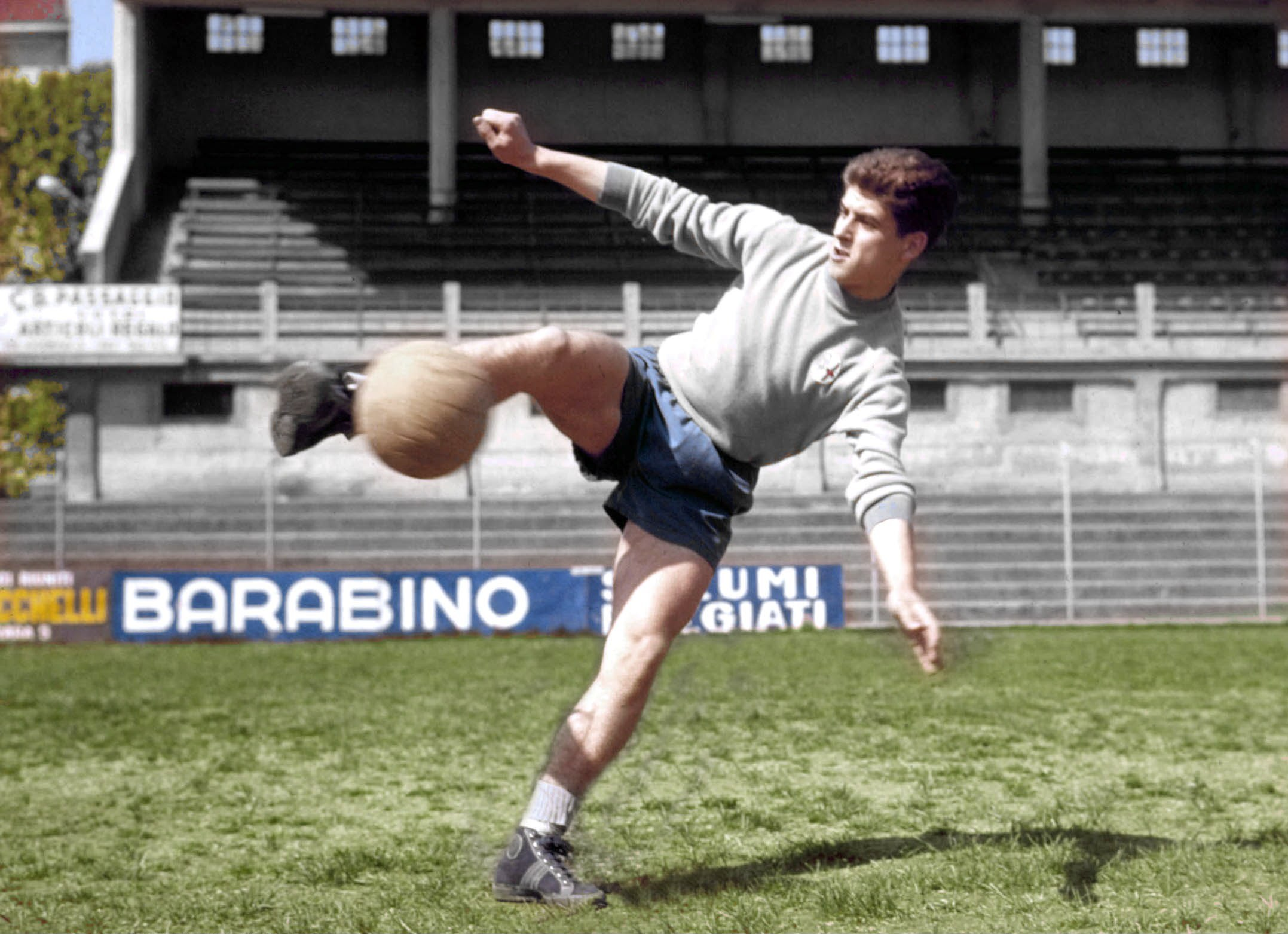
1950년대 말과 1960년대 초 사이 알레산드리아에서 훈련에 임하는 신예 리베라.

빠른 발, 단거리 가속력, 민첩함, 우아함, 공 잡을 때의 균형감각은 물론 공 제어력, 감각적으로 공을 잡아내는 능력, 공몰이, 그리고 출중한 기술력으로 빠르게 선회하며 쉽게 상대를 제칠 수 있는 리베라는 높은 평가를 받았다. 출중한 기술력과, 기술적 역량, 우아한 공잡이에도 불구하고, 리베라는 1:1 대면 상황에서 최대한 몸싸움을 피하며, 말년에 들어서는 기교가 필요한 순간으로 보면, 불필요한 잔재주나 경기 전개를 선보이거나 공몰이를 감행했다. 그에 따라, 그는 효율적인 선수로, 정확한 공넘김과 공격적 전개로 동료의 득점 기회를 위한 공간을 확보했다. 물론, 무엇보다도, 리베라는 넓은 시야, 경기를 읽는 역량, 그리고 절묘하며 다양한 범위의 공넘김을 선보여 경기를 주도하고 선수단의 완급을 중원에서 짧은 주고받기로 조절했고, 경기장을 가로질러 길게 배급하거나, 경기를 전개했고, 경기장 어디에 배치되든, 어느 발로든, 중요한 도움 공급원으로 활약했다. 2011년, 전 플레이메이커이자 유럽 축구 연맹 회장 미셸 플라티니는 리베라를 축구 역사상 공넘김에 통달한 선수로 손꼽았다.

"여러분은 당시 영상을 보며 모두가 지금보다 느리게 경기한다고 생각하지만, 리베라는 공을 너무 간수해 더 느리다고 생각했지만, 강점은 감각적인 공넘김을 흩뿌리며 전진하는데 있으며, 중원의 누구보다 득점에 도가 텄습니다..."

본래 주로 창의적인 미드필더이자, 이타적인 선수로, 스스로보다 동료의 득점을 돕는 리베라는 공격적으로 질주하며 득점 기회를 잘 포착했다. 문전 근처와 멀리에서 모두 마무리가 좋아, 그는 세리에 A 역사상 가장 많은 득점을 기록한 미드필더이며, 이탈리아 국가대표팀 역사상 3번째로 많은 득점을 기록한 미드필더이기도 했다. 그는 직접 프리킥과 페널티킥의 전담 주자이기도 했다. 리베라는 당대 손꼽히는 최고의 선수는 물론 이탈리아의 손꼽히는 위대한 축구 선수이자 역대 최고의 플레이메이커로 널리 평가되었다. 더 나아가 축구 능력 외에도, 리베라는 압박이 느껴지는 상황에도 평정심을 유지했고, 경기에 올곧은 마음으로 임했으며, 오래 활약했으며, 지도자적 역량도 출중했지만, 솔직한 성격으로 감독, 심판진, 그리고 언론과 몇 차례 논란의 언쟁을 벌이기도 했다. 물론, 그는 기자와 수뇌부에 대놓고 발언을 하지 않는 금기를 깬 선수이기도 했다.

### 평가와 유산
"[리베라는]... 역대 최고의 공넘기기 달인으로, 흠잡을 데 없는 골몰이와 공 배급력을 자랑했다. 더 나아가, 잔니 리베라는 경기 내외적으로 현재까지도 진정한 신사였다."
여러분은 당시 영상을 보며 모두가 지금보다 느리게 경기한다고 생각하지만, 리베라는 공을 너무 간수해 더 느리다고 생각했지만, 강점은 감각적인 공넘김을 흩뿌리며 전진하는데 있으며, 중원의 누구보다 득점에 도가 텄습니다..."

밀란과 이탈리아의 역대 최고 축구 선수로 손꼽히며, 당대에도 역대 최고로 손꼽히며, 역대 최고 미드필더로도 손꼽히며, 역대 최고의 재능을 선보인 플레이메이커로도 평가받는 리베라는 1999년에 국제축구역사통계연맹(IFFHS)의 20세기 역대 최고 선수 목록 19위에 올랐고, 같은 단체에서 이탈리아의 20세기 최우수 선수이자 유럽 최우수 선수 12위에도 올랐다. 그는 가제타 델로 스포르트(La Gazzetta dello Sport)지의 투표에서도 밀란의 20세기 최고의 선수로 선정되었다. 2004년, 펠레는 리베라를 살아있는 최고의 선수 목록인 FIFA 100에 등재했고, 같은 해 유럽 축구 연맹 50주년 여론 조사에도 35위에 올랐다. 2011년, 그는 현역 시절 특출한 업적을 세우고, 프로다운 모범 인성을 보여 유럽 축구 연맹 회장상을 받았다. 2013년, 블리처 리포트(Bleacher Report)지의 샘 타이 기자는 리베라를 "축구 역사상 최우수 미드필더 50명"에 그의 이름을 올렸다. 같은 해, 그는 이탈리아 축구 명예의 전당에 헌액되었고, 2014년에는 브라질에서의 월드컵을 앞두고 가디언(The Guardian)지의 월드컵 역사상 최고의 선수 80위에도 올렸다. 2015년, 그는 이탈리아 스포츠 명예의 거리에 헌액된 100명의 선수 중 하나이기도 했다. 같은 해, 가체타 델로 스포르트(La Gazzetta dello Sport)의 기자들은 이탈리아 역대 최고의 선수로 리베라를 꼽았다.

## 축구 외

### 이탈리아 선수협회
1968년 7월 3일, 리베라는 밀라노에 자코모 불가렐리, 산드로 마촐라, 에르네스토 카스타노, 그리고 자코모 로시는 물론 갓 은퇴하여 변호사가 된 세르조 캄파나와 함께 이탈리아 축구선수 협회(AIC)를 설립했고, 캄파나가 단체장으로 선임되었다.

### 사생활
리베라는 라우라 마르코니를 배우자로 맞이했다. 둘 사이에 칸탈(1994년생)과 잔니(1996년생) 두 명의 자식을 두었다. 그는 앞서 전 배우이자 텔레비전 유명인사 엘리사베타 비비아니와도 교제했는데, 그 시기에 딸 니콜레(1977년생)도 득녀했다.

### 매체
리베라는 EA 스포츠의 축구 전자 오락 FIFA 11과 FIFA 14, FIFA 15의 다국적 거성들로 구성된 고전 선수단 일원으로 같은 국적의 브루노 콘티, 자친토 파케티, 그리고 프란코 바레시와 함께 등장한다.
2012년, 리베라는 Rai 1에서 방영한 별과 함께 춤을(Ballando con le Stelle, 댄싱 위드 더 스타 이탈리아판 시즌 8)에 출연했다.

## 경력 통계

### 클럽
| 구단         | 시즌      | 리그 | 리그 | 컵   | 컵 | 유럽 | 유럽 | 기타 | 기타 | 합계 | 합계 |
| 구단         | 시즌      | 출장 | 골   | 출장 | 골 | 출장 | 골   | 출장 | 골   | 출장 | 골   |
| ------------ | --------- | ---- | ---- | ---- | -- | ---- | ---- | ---- | ---- | ---- | ---- |
| 알레산드리아 | 1958–59   | 1    | 0    | –    | –  | –    | –    | –    | –    | 1    | 0    |
| 알레산드리아 | 1959–60   | 25   | 6    | –    | –  | –    | –    | –    | –    | 25   | 6    |
| 알레산드리아 | 합계      | 26   | 6    | –    | –  | –    | –    | –    | –    | 26   | 6    |
| 밀란         | 1960–61   | 30   | 6    | 1    | 0  | –    | –    | 2    | 0    | 33   | 6    |
| 밀란         | 1961–62   | 27   | 10   | 1    | 0  | 2    | 0    | –    | –    | 30   | 10   |
| 밀란         | 1962–63   | 27   | 9    | –    | –  | 7    | 2    | –    | –    | 34   | 11   |
| 밀란         | 1963–64   | 27   | 7    | 1    | 0  | 2    | 1    | 2    | 0    | 32   | 8    |
| 밀란         | 1964–65   | 29   | 2    | –    | –  | –    | –    | –    | –    | 29   | 2    |
| 밀란         | 1965–66   | 31   | 7    | 1    | 0  | 4    | 1    | –    | –    | 36   | 8    |
| 밀란         | 1966–67   | 34   | 12   | 6    | 7  | 2    | 0    | 1    | 0    | 43   | 19   |
| 밀란         | 1967–68   | 29   | 11   | 5    | 3  | 10   | 1    | –    | –    | 44   | 15   |
| 밀란         | 1968–69   | 28   | 3    | 4    | 1  | 7    | 2    | –    | –    | 39   | 6    |
| 밀란         | 1969–70   | 25   | 8    | 3    | 1  | 3    | 2    | 2    | 1    | 33   | 12   |
| 밀란         | 1970–71   | 26   | 6    | 10   | 7  | –    | –    | –    | –    | 36   | 13   |
| 밀란         | 1971–72   | 23   | 3    | 6    | 2  | 8    | 4    | –    | –    | 37   | 9    |
| 밀란         | 1972–73   | 28   | 17   | 6    | 3  | 9    | 0    | –    | –    | 43   | 20   |
| 밀란         | 1973–74   | 26   | 6    | 5    | 1  | 8    | 0    | –    | –    | 39   | 7    |
| 밀란         | 1974–75   | 27   | 3    | 4    | 0  | –    | –    | –    | –    | 31   | 3    |
| 밀란         | 1975–76   | 14   | 1    | 5    | 1  | 3    | 0    | –    | –    | 22   | 2    |
| 밀란         | 1976–77   | 27   | 4    | 7    | 0  | 5    | 0    | –    | –    | 39   | 4    |
| 밀란         | 1977–78   | 30   | 6    | 5    | 1  | 1    | 0    | –    | –    | 36   | 7    |
| 밀란         | 1978–79   | 13   | 1    | 4    | 1  | 5    | 0    | –    | –    | 22   | 2    |
| 밀란         | 합계      | 501  | 122  | 74   | 28 | 76   | 13   | 7    | 1    | 658  | 164  |
| 경력 합계    | 경력 합계 | 527  | 128  | 74   | 28 | 76   | 13   | 7    | 1    | 684  | 170  |

### 국가대표팀
| 국가대표팀 | 연도 | 출장 | 골 |
| ---------- | ---- | ---- | -- |
| 이탈리아   | 1962 | 4    | 2  |
| 이탈리아   | 1963 | 5    | 2  |
| 이탈리아   | 1964 | 4    | 2  |
| 이탈리아   | 1965 | 6    | 1  |
| 이탈리아   | 1966 | 6    | 2  |
| 이탈리아   | 1967 | 4    | 0  |
| 이탈리아   | 1968 | 4    | 0  |
| 이탈리아   | 1969 | 3    | 0  |
| 이탈리아   | 1970 | 7    | 2  |
| 이탈리아   | 1971 | 3    | 0  |
| 이탈리아   | 1972 | 3    | 0  |
| 이탈리아   | 1973 | 7    | 2  |
| 이탈리아   | 1974 | 4    | 1  |
| 합계       | 합계 | 60   | 14 |

## 수상
밀란

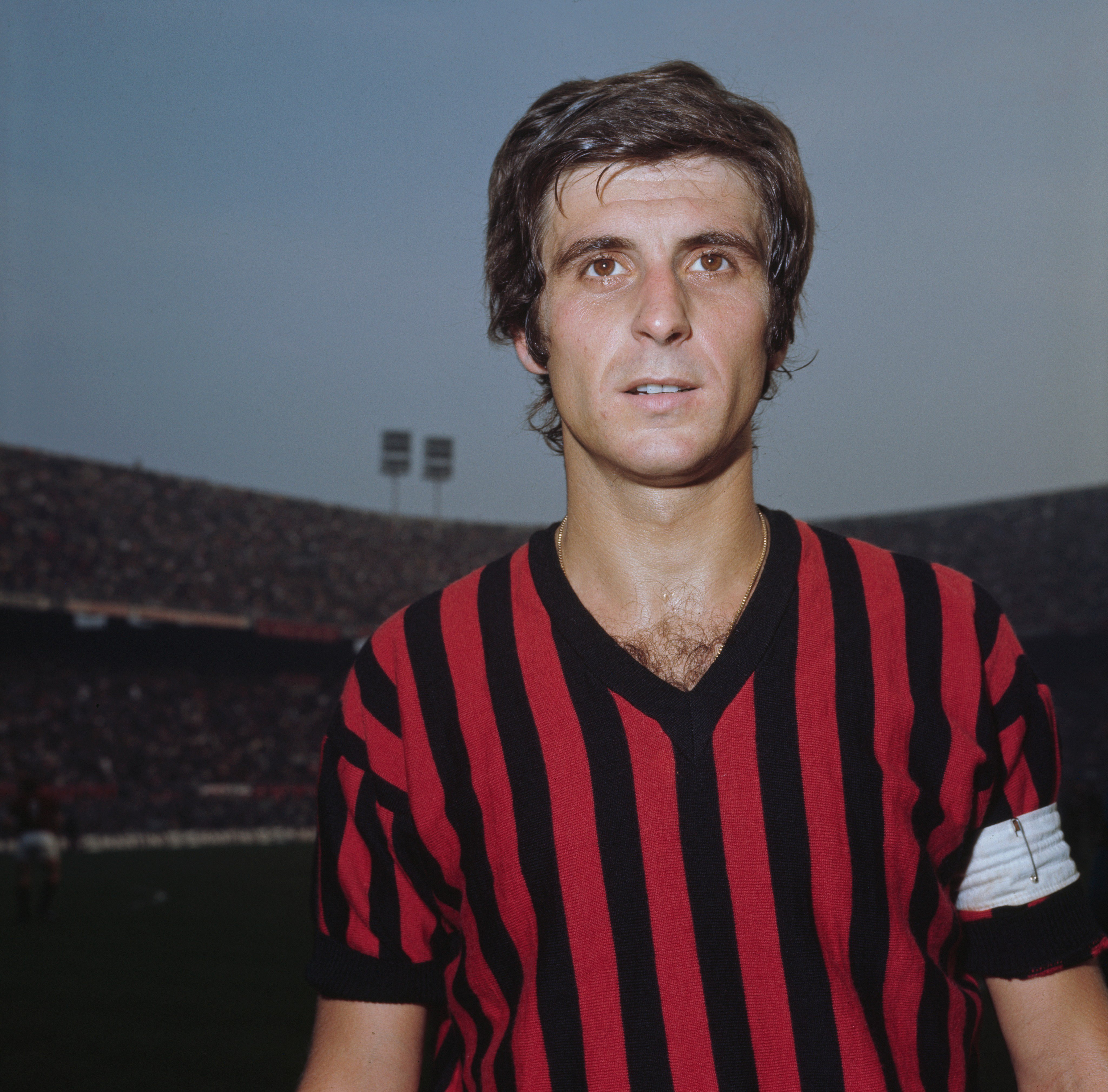
1971년, 밀란의 리베라

- 세리에 A: 1961–62, 1967–68, 1978–79
- 코파 이탈리아: 1966–67, 1971–72, 1972–73, 1976–77
- 유러피언컵: 1962–63, 1968–69
- 유러피언 컵위너스컵: 1967–68, 1972–73
- 인터콘티넨털컵: 1969

이탈리아
- 월드컵 준우승: 1970
- 유럽 축구 선수권 대회: 1968

개인
- 코파 이탈리아 득점왕: 1966–67, 1970–71[75]
- 발롱도르
  - 수상: 1969,[35]
  - 2위: 1963[2][29]
- FIFA XI: 1967[76]
- 세리에 A 득점왕: 1972–73 (주세페 사볼디와 파올로 풀리치와 공동 수상)[29][77]
- 국제축구역사통계연맹 이탈리아 20세기 최고의 선수: 1999[14]
- 국제축구역사통계연맹 유럽 20세기 최고의 선수 12위: 1999[14]
- 국제축구역사통계연맹 세계 20세기 최고의 선수 19위: 1999[14]
- 밀란 20세기 최고의 선수: 1999[1][34]
- 골든 풋 "축구 전설" 상: 2003[78]
- FIFA 100: 2004[16]
- 유럽 축구 연맹 50주년 여론 조사 35위: 2004[17][79]
- 밀란 명예의 전당[29]
- 유럽 축구 연맹 회장상: 2011[31][80]
- 이탈리아 축구 명예의 전당 헌액: 2013[7][81]
- 이탈리아 스포츠 명예의 거리 헌액: 2015[15][82]

## 참고
1. ↑  유러피언컵, 유러피언 컵위너스컵, UEFA컵, 및 유러피언 슈퍼컵 출전 경기 포함
2. ↑  인터콘티넨털컵, 우정컵, 및 알프스컵 출전 경기 포함